# ثيودور شونك
ثيودور شونك (بالألمانية: Theodor Schwenk)‏ هو مهندس ألماني، ولد في 8 أكتوبر 1910 في شفايبيش غموند في ألمانيا، وتوفي في 29 سبتمبر 1986 في فيلدرشتات في ألمانيا.